# 小行星20272
小行星20272（20272 Duyha）是一颗绕太阳运转的小行星，为主小行星带小行星。该小行星于1998年3月发现。

## 轨道参数
小行星20272的轨道半长轴为2.3295400 UA，离心率为0.093。